# And-Jëf/Parti africain pour la démocratie et le socialisme
And-Jëf/Parti africain pour la démocratie et le socialisme (AJ/PADS) est un parti politique sénégalais de gauche, dont le chef est Mamadou Diop Decroix.

## Histoire
La formation d'origine, And-Jëf/Reenu-Rew, naît dans la clandestinité en 1973, dans un contexte général influencé par les manifestations contre la guerre du Viêt Nam, mai 68 et la Révolution culturelle chinoise.
Le parti est officiellement reconnu le 14 avril 1992.
Il participe aux élections législatives de 1998 et obtient quatre sièges à l'Assemblée nationale.
Lors des élections législatives de 2001, le parti recueille 76 102 voix, soit 4,05 %, et obtient deux sièges à l'Assemblée nationale.
À l'élection présidentielle de 2007, Landing Savané, le candidat que le parti soutenait au sein d'une coalition, réunit 2,07 % des voix.
Depuis 2009, le parti est scindé en deux, entre les partisans de Landing Savané et ceux de Mamadou Diop Decroix. Ainsi, lors des législatives de 2012, les premiers s'inscrivent dans la coalition Benno Bokk Yaakaar autour de Macky Sall, tandis que Mamadou Diop Decroix se porte candidat en s'affirmant dans l'opposition.

## Orientation
C'est une organisation unitaire de la gauche révolutionnaire qui a pour objectif déclaré la conquête du pouvoir. Les principes qu'il défend sont « la laïcité, le socialisme, la démocratie, la justice sociale, l'équité, le respect des droits de l’homme et la coopération sur la base du respect mutuel et des avantages réciproques ». L'un des courants de l'organisation est membre de la IVe Internationale - Secrétariat unifié.

## Symboles
En wolof, and jëf signifie « s'unir pour agir ».
Sa couleur est l'or. Son drapeau, également de couleur or, est frappé d’un cercle de couleur noire, à l'intérieur duquel est dessinée la carte de l’Afrique sur fond rouge dans sa moitié inférieure, avec une étoile noire symbolisant le Sénégal.

## Organisation
Son siège se trouve à Dakar.
Son périodique est Folli.